# Braydon Ennor

a Compétitions nationales et continentales officielles uniquement.

b Matchs officiels uniquement.
Dernière mise à jour le 23 septembre 2024.
Braydon Ennor, né le 16 juillet 1997 à Auckland (Nouvelle-Zélande), est un joueur international néo-zélandais de rugby à XV. Il joue aux postes de centre ou d'ailier. Il évolue avec la franchise des Crusaders en Super Rugby depuis 2018, et avec la province de Canterbury en National Provincial Championship depuis 2017.

## Carrière

### En club
Braydon Ennor est né à Auckland, et il est scolarisé avec le Saint Kentigern College (en) de Pakuranga. Il joue au rugby avec l'équipe de l'établissement, disputant le championnat national lycéen,. Ennor s'y montre déjà très prometteur, malgré une grave blessure au genou subie en septembre 2015, l'ayant éloigné des terrains pendant six mois. A la même période, il représente également les équipes jeunes de la franchise locale des Blues.
Repéré lors des compétitions lycéennes, il reçoit des offres de la part des académies (centres de formations) des Blues et des Crusaders. Il fait finalement le choix de rejoindre les Crusaders, et déménage en 2016 à Christchurch dans l'île du Sud. Il fait alors partie d'un programme de formation de trois ans, mêlant pratique du rugby aux études, qu'il suit à l'université de Canterbury dans le domaine du commerce. En 2017, il joue avec l'équipe Development (espoir) des Crusaders.
Il fait ses débuts professionnels en 2017 avec la province de Canterbury en National Provincial Championship (NPC). Aligné au poste d'ailier, il se montre rapidement efficace, en inscrivant dix essais en neuf rencontres, dont un quadruplé contre Southland.
Grâce à ses performances avec Canterbury, il signe un contrat professionnel de deux saisons avec les Crusaders, à partir de la saison 2018 de Super Rugby. Il fait ses débuts en Super Rugby le 23 mars 2018 contre les Bulls. Devant une très forte concurrence, il joue un total de huit rencontres lors de cette première saison, toutes en tant que remplaçant. Il dispute cependant les phases finales, dont la finale remportée face aux Lions,.
Plus tard en 2018, lors de la saison de NPC avec Canterbury, il retrouve son poste de formation de second centre, et s'y impose.
Lors de la saison 2019 de Super Rugby, il s'impose comme un élément important des Crusaders, partageant son temps de jeu entre l'aile et le centre, et dispute dix-sept matchs, dont onze titularisations,,. Il est titulaire au centre lors de la finale du championnat remportée par son équipe face aux Jaguares. En mai 2019, il prolonge son contrat avec la fédération néo-zélandaise et les Crusaders jusqu'en 2021.
En 2020, il profite du départ de l'emblématique Ryan Crotty au Japon, pour devenir un titulaire indiscutable au poste de deuxième centre, associé au All Black Jack Goodhue,. Il prolonge alors son contrat une nouvelle fois, cette fois jusqu'en 2023.
En septembre 2020, il prend part à la rencontre entre le Nord et le Sud (en) avec l'équipe de l'île du Sud. Lors de la rencontre, il subit une grave blessure au genou en plaquant son vis-à-vis Rieko Ioane, et son indisponibilité est estimée à neuf mois, ce qui lui fait manquer l'intégralité de la saison 2021 de Super Rugby Aotearoa,.

### En équipe nationale
Braydon Ennor joue avec l'équipe de Nouvelle-Zélande des moins de 20 ans en 2017, dans le cadre du championnat du monde junior. Il remporte cette compétition, marquant au passage deux essais en quatre matchs,.
En août 2019, il est sélectionné pour la première fois avec les All Blacks par Steve Hansen pour participer au Rugby Championship 2019. Il connait sa première sélection, le 20 juillet 2019, à l’occasion d’un match contre l'équipe d'Argentine à Buenos Aires,.

## Palmarès

### En club
- Vainqueur du NPC en 2017 avec Canterbury.
- Vainqueur du Super Rugby en 2018, 2019, 2022, 2023 et 2025 avec les Crusaders.
- Vainqueur du Super Rugby Aotearoa en 2020 et 2021 avec les Crusaders.

### En équipe nationale
- Vainqueur du Championnat du monde junior en 2017 avec l'équipe de Nouvelle-Zélande des moins de 20 ans.
- Vainqueur du Rugby Championship en 2021 et 2023 avec l'équipe de Nouvelle-Zélande.

## Statistiques
Au 23 septembre 2024, Braydon Ennor compte 9 cape en équipe de Nouvelle-Zélande, dont 4 en tant que titulaire, depuis le 20 juillet 2019 contre l'équipe d'Argentine à Buenos Aires.
Il participe à trois éditions du Rugby Championship, en 2019, 2021 et 2023. Il dispute quatre rencontres dans cette compétition,.